# Burghalde Kolbingen
Die Burghalde Kolbingen ist eine frühmittelalterliche Wallburg (Spornburg) auf einem trapezförmigen 824,1 m ü. NN hohen Sporn, 1000 Meter südlich von Kolbingen im Landkreis Tuttlingen in Baden-Württemberg.
Die  Wallburg wurde vermutlich im Zeitraum zwischen dem 8. und dem 11. Jahrhundert erbaut. Von der ehemaligen Befestigung sind noch Wall- und Grabenreste erhalten.